# Pavies
Pavies (en castellà i oficialment, Pavías) és un municipi del País Valencià que es troba a la comarca de l'Alt Palància. Limita amb els municipis de Caudiel, Gaibiel, Figueres, Matet, Torralba i Vilamalur.

## Geografia
El seu terme municipal està íntegrament dins del parc natural de la Serra d'Espadà i presenta un relleu molt accidentat. Es troba solcat pel barranc de Pavies i la rambla del Perrudo. En ell destaquen altures com els pics de Peñalba (881 msnm) o Huesa (872 m).

## Història
Existixen a Pavies vestigis de població, poc estudiats, des de l'edat del bronze. En època musulmana, el municipi apareix sota el domini del castell d'Almonesir, que abraçava també els actuals municipis d'Algímia d'Almonesir, Matet i La Vall d'Almonesir; i així continuà després de l'ocupació cristiana, durant la qual es va governant amb una barreja de lleis cristianes i musulmanes. El 22 de maig de 1238 el conqueridor Jaume I va donar el castell i les seues terres a Berenguer de Palou, bisbe de Barcelona. En 1245 Guillem Montclús va reclamar la possessió del feu. Anys després, mitjançant nou plet, va tornar al successor de Berenguer de Palou, Roderic Díez, i d'ell va heretar-lo sa filla, Sanxa Ferrandis, esposa de Jaume Pérez, duc de Sogorb i fill bord de Pere III (1240-1285). En 1437 va passar, per venda realitzada per Alfons V (1396-1458), a Vidal de Castella. Posteriorment va anar recaent en diverses mans: ducs de Cardona (1562), Dionís de Reus (1581) i Joana Enríquez, comtessa d'Aranda (1581). Durant els segles xviii i xix, la seua població va créixer lentament, passant de 337 habitants en 1787 a 508 l'any 1900 (el seu màxim de població). A partir d'esta data, va iniciar un fort corrent migratori que no ha cessat des d'aleshores.

## Demografia
| 1900 | 1910 | 1920 | 1930 | 1940 | 1950 | 1960 | 1970 | 1981 | 1991 | 1996 | 1998 | 2000 | 2002 | 2004 | 2006 | 2008 | 2010 |
| ---- | ---- | ---- | ---- | ---- | ---- | ---- | ---- | ---- | ---- | ---- | ---- | ---- | ---- | ---- | ---- | ---- | ---- |
| 508  | 393  | 264  | 265  | 243  | 218  | 152  | 104  | 86   | 62   | 58   | 65   | 61   | 59   | 58   | 62   | 57   | 62   |

## Alcaldia
Des de 2003 l'alcaldessa de Pavies és María del Carmen Vives Pérez del Partit Popular (PP).
| Període                       | Alcalde o alcaldessa         | Partit polític | Data de possessió | Observacions |
| ----------------------------- | ---------------------------- | -------------- | ----------------- | ------------ |
| 1979–1983                     | José Esteban Esteban         | UCD            | 19/04/1979        | --           |
| 1983–1987                     | Fernando Esteban Martín      | AP-PDP-UL-UV   | 28/05/1983        | --           |
| 1987–1991                     | Fernando Esteban Martín      | AP             | 30/06/1987        | --           |
| 1991–1995                     | Fernando Esteban Martín      | PP             | 15/06/1991        | --           |
| 1995–1999                     | Fernando Esteban Martín      | PP             | 17/06/1995        | --           |
| 1999–2003                     | Fernando Esteban Martín      | PP             | 03/07/1999        | --           |
| 2003–2007                     | María del Carmen Vives Pérez | PP             | 14/06/2003        | --           |
| 2007–2011                     | María del Carmen Vives Pérez | PP             | 16/06/2007        | --           |
| 2011–2015                     | María del Carmen Vives Pérez | PP             | 11/06/2011        | --           |
| 2015–2019                     | María del Carmen Vives Pérez | PP             | 13/06/2015        | --           |
| 2019-2023                     | María del Carmen Vives Pérez | PP             | 15/06/2019        | --           |
| Des de 2023                   | n/d                          | n/d            | 17/06/2023        | --           |
| Fonts: Generalitat Valenciana |                              |                |                   |              |

## Llocs d'interés
A nivell patrimonial destaquen l'Església parroquial de Santa Caterina, l'Ermita de la Santa Cova i el Museu Etnològic situat en els antics calabossos, en el soterrani de l'edifici de l'Ajuntament. En 1982 obrí al públic l'exposició de peces molt interessants, com ara restes de l'edat del bronze, ibèriques i àrabs, això com utensilis tradicionals i molt comuns temps arrere, com ara ferramentes del camp i d'ús quotidià en les cases: olles, llibrells, planxes, gerros, etc.

## Festes
Pavies celebra les festes patronals del 7 al 15 d'agost en honor de les vèrgens de la Soledat, la Misericòrdia i dels Dolors; Sant Isidre (15 de maig) i Santa Caterina (25 de novembre).